# Nuklon
Nuklon è il nome di due supereroi immaginari dell'Universo DC.

## Albert Rothstein
Nipote di Al Pratt (l'Atomo della Golden Age), Albert Rothstein acquisì i suoi poteri di super forza e controllo sulla propria struttura molecolare da suo nonno, un criminale reclutante conosciuto come Cyclotron, permettendogli di combattere il crimine inizialmente come Nuklon, e successivamente come Atom Smasher.
Come Nuklon, Albert fu membro ufficiale della Infinity, Inc. e successivamente fece parte della Justice League of America. Assunse l'identità di Atom Smasher poco prima della ri-formazione della nuova Justice Society of America, di cui è membro a tempo pieno.

## Gerome McKenna
52 presentò Gerome McKenna come il primo soggetto ufficiale del "Progetto Everyman" di Luthor.
Il progetto di Luthor fece ottenere a McKenna i suoi superpoteri, e gli fu dato il nome in codice di Nuklon dopo che Luthor acquisì i diritti sull'Infinity, Inc., dalle Pemeberton Estate.
Per quanto si sa, lui e Atom Smasher non si sono mai visti.

## Post-52
Infinity, Inc n. 1 (settembre 2007) rivelò che, dopo che Luthor spense il suo metagene, Gerome entrò in un profondo stato di depressione ed auto-assimilazione. Gerome scoprì di aver ottenuto un nuovo potere, l'abilità di creare un duplicato pensante autonomamente e pienamente funzionante di sé stesso, apparentemente senza averne controllo. Mentre la serie procedeva, duplicò un'altra copia, tuttavia questa versione era molto più oscura e amorale, e desiderava rimpiazzare l'originale. Nel n. 8, il gruppo fu presentato con i costumi e i soprannomi, e Gerome fu presentato con il soprannome di "Double Trouble". Il doppio malvagio di Gerome fu poi catturato dal Dottor Bud Fogel, e fu condizionato fino a divenire un membro del Dark Side Club. Nel numero finale della serie, questo doppione uccise Gerome e ne assunse l'identità. Tuttavia, Fogel attivò la macchina che avrebbe tolto i superpoteri a tutti tranne ai tre membri che avevano sviluppato dei poteri oltre quelli ottenuti con il "Progetto Everyman", e il doppione malvagio, semplicemente, scomparve dall'esistenza.